# Temochloa
Temochloa là một chi thực vật có hoa trong họ Hòa thảo (Poaceae).

## Loài
Chi Temochloa gồm các loài: